# 적합도
적합도(fitness) 또는 적응도(Adaptation)는 개별 유전형질이나 유전자가 다음 세대로 전달되는 정도를 나타내는 집단유전학의 개념으로 진화의 중요 요소 가운데 하나이다. 집단유전학에서는 {\displaystyle w}로 표기된다. 대립형질을 이루는 둘 이상의 유전형질이 서로 다른 적응도를 보인다면 세대가 지남에 따라 집단에서 나타나는 유전형질의 발현 빈도가 달라지게 된다. 이러한 발현 빈도의 변화는 자연선택에 의해 촉진된다. 특히 한 개체군의 집단내에서  여러 대립형질중  가장 높은 적합도를 보이는 형질을 '적응'으로 표현할 수 있다.
개별 인자의 적응도는 개체에서 나타나는 발현형질에 의해 관찰된다. 유전형질과 환경의 상호 관계에 의해 나타나는 발현형질은 같은 유전형질을 갖는 개체들 사이에서도 다르게 나타날 수 있다. 이러한 발현형질은 개체의 생존에 영향을 미친다. 그러나 다음 세대에 전달되는 것은 발현형질이 아니라 유전형질이므로, 적응도는 세대를 거듭하여 전달되는 유전형질의 평균 발현 빈도의 측정 값이 된다.
적응도는 다음 세대로 전달되는 유전형질 가운데 특정 유전형질의 사본이 얼마나 전달되었는지 만을 고려하며 그 전달 경위와 방법은 고려하지 않는다. 따라서 적응도는 결과적으로 재생산된 유전자의 수량만을 취급할 뿐, 관찰하고자 하는 유전형질의 전파가 몇몇 개체의 자손이 크게 늘어난 때문인지 아니면 여러 개체들이 그와 같은 유전형질을 전달한 결과 때문인지를 구분하지는 않는다. 이와 같은 관점에서 보면 자연선택은 특정한 유전형질의 생존과 재생산을 의미하는 것이 된다. 이를 혈연선택이라 한다.

## 척도
적응도의 계산은 절대 적응도와 상대 적응도로 구분된다.

### 절대 적응도
절대 적응도({\displaystyle w_{\mathrm {abs} }})는 특정 유전자를 갖고 있는 이전 세대의 수에 대한 다음 세대의 수의 비이다. 값이 1.0 이상이면 유전형질 발현빈도의 증가를 뜻하고 1.0 미만이면 감소를 뜻한다.
{\displaystyle {w_{\mathrm {abs} }}={{N_{\mathrm {after} }} \over {N_{\mathrm {before} }}}}

### 상대 적응도
상대적응도는 다음 세대에 출현한 유전형질들 가운데 관찰하고자 하는 특정한 유전형질이 나타난 비율을 뜻한다. 따라서 상대 적응도의 값은 0에서 1사이에 놓이게 된다.
실제 관찰에서 절대 적응도는 엄격한 실험 통제가 있지 않는한 관찰하기 어렵기 때문에 대부분의 관찰은 상대 적응도를 통해 이루어진다. 그러나 유전형질 발현빈도의 변화라는 관점에서 보면 절대 적응도와 상대 적응도는 다음의 식과 같은 연관을 갖고 있기 때문에 상대 적응도의 변화 역시 유의미한 결과로 받아들일 수 있다.
{\displaystyle {{\frac {w_{abs}}{{\overline {w}}_{abs}}}={\frac {w_{rel}}{{\overline {w}}_{rel}}}}}
생물학자들은 세대간의 변화가 누적되는 때의 적응도 변화를 주로 다루기 때문에 적응도를 하나의 계수로 취급하게 되며 그의 로그를 취해 적응도의 변화를 추적한다. 미국의 생물학자 서얼 라이트는 전반적인 적응도의 변화 과정을 평가하기 위해 적응 경향이라는 개념을 도입하였다.

## 같이 보기
- 틴버겐의 네 가지 질문
- 최적성 모델
- 짝짓기

## 참고 문헌
- Sober, E. (2001). The Two Faces of Fitness. In R. Singh, D. Paul, C. Krimbas, and J. Beatty (Eds.), Thinking about Evolution: Historical, Philosophical, and Political Perspectives. Cambridge University Press, pp.309-321. 전문보기
- Orr HA (August 2009). "Fitness and its role in evolutionary genetics". Nat. Rev. Genet. 10 (8): 531–9. doi:10.1038/nrg2603. PMID 19546856.